# نیروی دریایی ارتش جمهوری اسلامی ایران
نیروی دریایی ارتش جمهوری اسلامی ایران (به‌اختصار: نداجا) یکی از چهار نیروی زیرمجموعه ارتش جمهوری اسلامی ایران است، که مسئولیت حفاظت و نگهبانی از آب‌های سرزمینی ایران در دریای عمان و دریای خزر را برعهده دارد. نیروی دریایی سپاه پاسداران نیز در خلیج فارس مستقر می‌باشد.
ریشه‌های شکل‌گیری ناوگان نیروی دریایی در ایران به دوران شاهنشاهی هخامنشی بازمی‌گردد، اما فرم کنونی این نیرو در دوران پهلوی شکل گرفت و به‌طور رسمی فعالیت آن از سال ۱۳۳۴ تحت عنوان نیروی دریایی شاهنشاهی ایران آغاز گردید. پس از وقوع انقلاب ۱۳۵۷، نام آن به شکل کنونی تغییر پیدا کرد. هم‌اکنون دریادار شهرام ایرانی فرماندهی نیروی دریایی ارتش را برعهده دارد و دریادار حمزه‌علی کاویانی به‌عنوان جانشین فرمانده نداجا فعالیت می‌کند.

## تاریخچه
به لحاظ موقعیت استراتژیک و تاریخی خلیج فارس به عنوان یکی از اولین دریاهای محصور شناخته شده جهان، امنیت این دریا هرازگاهی مورد نظر یکی از پادشاهان ایران قرار می‌گرفته است. اولین گزارش از یک نیروی دریایی مجهز محلی در ایران، مربوط به دوران انوشیروان است، که به قصد تسخیر عربستان، نیروی دریایی عظیمی را در ابوله، واقع در اروندرود تجهیز نمود و با آن به عدن، در دریای سرخ رسید و آن را مسخر خویش ساخت. البته تا پیش از آن و در لشکر کشی‌های هخامنشیان به اروپا نیز گاه ذکری از نیروی دریایی قوی ایران شده است.
اولین تلاش در جهت ساخت کشتی‌های جنگی و ایجاد ناوگان مدرن در دوره صفویه و برای اخراج پرتغالی‌ها از جزیره هرمز و خلیج فارس صورت گرفت. این تلاش به دلیل دخالت انگلستان به نتیجه نرسید، ولی نخستین نیروی دریایی مدرن ایران سرانجام توسط نادرشاه افشار تأسیس شد. او با خرید چند کشتی از انگلستان و هلند، موفق شد نیروی دریایی ایران را تأسیس کند. هارفورد جانس بریج انگلیسی گزارش می‌کند:
هنگامی که در ۱۷۸۴ وارد بوشهر شدم، از کشتی‌های نادر سه کشتی باقی‌مانده بود که هریک پانصد تن ظرفیت داشتند.
در دوران قاجاریه تا زمان ناصرالدین‌شاه، توجهی به توسعه نیروی دریایی نشد. ناصرالدین شاه به منظور توسعه نیروی دریایی، موفق به خرید یک کشتی ۶۵۰ تنی، مجهز به چهار عراده توپ کروپ، از آلمان گردید، که نام آن را پرسپولیس گذارد. همچنین کشتی کوچک دیگری نیز به نام شوش برای تردد و حفظ امنیت رودخانه کارون خریداری شد. در زمان مظفرالدین‌شاه نیز چند کشتی کوچک از جمله کشتی مظفری به این ناوگان افزوده شد؛ ولی طی سال‌های بعدی و به دلیل مشکلات داخلی ایران (وقوع مشروطیت و پس از آن کودتای سوم اسفند) همه این کشتی‌ها با بی‌توجهی مواجه و در نتیجه به تدریج در منطقه خور سلطانی، نزدیک بوشهر به آب فرورفته و غرق شدند.
در طول سالهای بعدی، به دلیل افزایش منافع انگلستان در منطقه خلیج فارس، ایران سال‌ها مورد تحریم غیر علنی کشورهای اروپایی در برابر فروش اسلحه و از جمله کشتی‌های جنگی قرار گرفت. در ۲۹ اسفند ۱۳۰۶ دولت لایحه‌ای به مجلس شورای ملی داد تا ۲۰۰ هزار تومان از درآمدهای سال ۱۳۰۷ کشور را برای «خرید کشتی مسلح و تعمیر کشتی‌های موجوده» اختصاص دهد. همچنین با این لایحه، مجوز استخدام یک افسر و یک مهندس نیروی دریایی از ایتالیا به مدت ۳ سال با حقوق مجموعاً ۱۵۰ هزار تومان کسب می‌شد.
در سال‌های ۱۳۱۱ و ۱۳۱۲ رضاشاه تصمیم به تجدید ناوگان جنگی دریایی گرفت و مأموریت خرید مخفیانه را به پرنس ارفع سپرد. وی با زیرکی موفق گردید تا تعدادی ناو و کشتی و یدک‌کش از ایتالیا خریداری نموده و مقدمات آموزش افسران ایرانی در ایتالیا را فراهم آورد. در این دوره، مرکز نیروی دریایی ایران خرمشهر بود و در همین محل بود که پادگان، فرماندهی، مخازن و اداره بندر قرار داشت. تعداد و محل مأموریت این شناورها به شرح زیر بود.
- ناو ببر (خرمشهر و گشت‌زنی در آب‌های خلیج فارس)
- کشتی سیمرغ (خرمشهر)
- کشتی شاهرخ (خرمشهر)
- ناو پلنگ (آبادان و گشت‌زنی در آب‌های خلیج فارس)
- کشتی کرکس (بندر شاپور)
- کشتی شهباز (بندر شاپور)
- پنج فروند شناور (بندر شاپور)

در سوم شهریور ۱۳۲۰، نیروی دریایی جدید ایران مورد شبیخون نیروهای دریایی انگلیس و شوروی قرار گرفت و تقریباً تمام شناورها و تأسیسات خود را از دست داد. در این واقعه دریادار غلامعلی بایندر در جنوب و ناوسروان یدالله بایندر در بندر انزلی به همراه حدود ۶۰۰ نفر نظامی دیگر کشته و مجروح شدند.

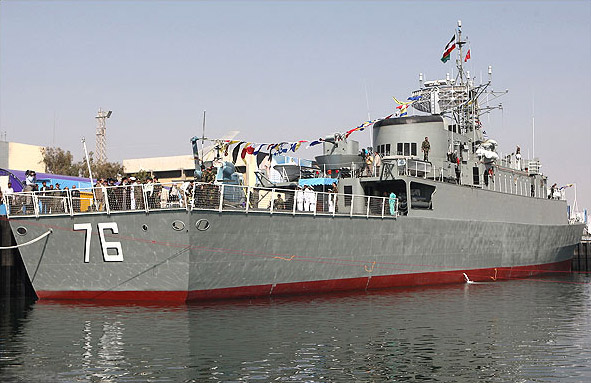
ناو جماران با شماره بدنه ۷۶

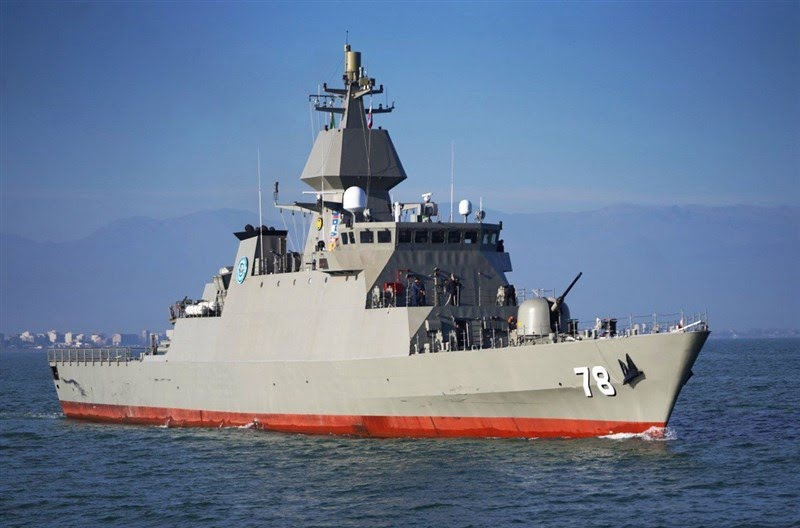
ناو دیلمان با شماره بدنه ۷۸

## تجهیزات و امکانات

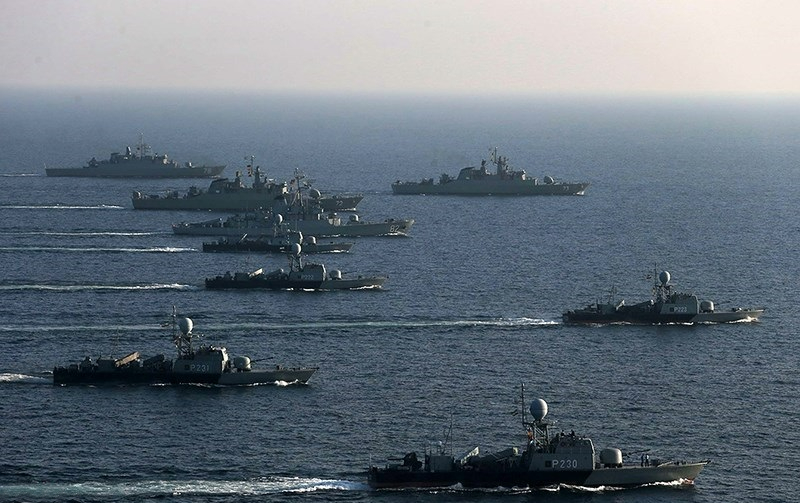
تصویری از رزمایش نیروی دریایی ارتش جمهوری اسلامی ایران

قبل از سال ۱۹۷۱ نیروی دریایی ایران به‌طور کامل، با تجهیزات ایالات متحده و بریتانیا اداره می‌شد. در طول ۸ سال بعد، نیروی دریایی ایران ناوچه‌های مدرن انگلیسی و آمریکایی را به ناوگان خود اضافه نمود، شامل ناوشکن‌ها، ناوچه‌ها، تعدادی شناور کوچک شامل قایق‌های گشتی و هاور کرافت، همچنین شاه ایران چهار ناوشکن مدرن نیز به آمریکا سفارش داده بود، که با سقوط شاه، به ایران تحویل داده نشد و این چهار ناوشکن به عنوان کلاس کید (به انگلیسی: Kidd class) به خدمت نیروی دریایی آمریکا درآمد. در دهه ۱۹۷۰ ایران با برنامه گسترش نفوذ خود به اقیانوس هند، اقدام به مجهز کردن ناوگان دریایی خود کرد، که این مهم با وقوع انقلاب ۱۳۵۷، سپس جنگ ایران و عراق و محدودیت بودجه در سال‌های بعدی، به واقعیت نپیوست. این مسایل باعث شد تا نیروی دریایی با توانایی محدود در ابراز قدرت، در خلیج فارس روبرو شود. همچنین پس از حمله به سفارت آمریکا در تهران و در پی آن اعمال تحریم‌های اقتصادی، تجاری و نظامی ایالات متحده علیه ایران، در سال‌های نخست چندین کشتی نیروی دریایی به‌طور کامل زمین‌گیر شدند.
در دهه ۱۹۹۰ میلادی نیروی دریایی ایران تعدادی قایق گشتی، زیردریایی، موشک ضد کشتی سطحی به ناوگان خود اضافه کرد و کشتی‌های غربی موجود را به موشک‌هایی که از چین، کره شمالی و روسیه خریده بود، مجهز کرد و در همین زمان اقدام به برگزاری مانورهای متعدد با نیروهای دریایی پاکستان و هند کرد. به معنی کشتی مهم سطحی، ناو محافظ سبک سهند، دماوند، دنا، جماران و دیلمان هستند، که دماوند و دیلمان در ناوگان دریای خزر در شمال کشور خدمت می‌کند. نیروی دریایی ایران دارای کشتی فرماندهی (به انگلیسی: Capital ship) نمی‌باشد. بزرگ‌ترین کشتی‌های آن پنج ناو محافظ سبک است، که تمام آن‌ها با موشک‌های ایرانی سری نور مجهز شده‌اند. تمرکز اصلی نیروی دریایی ایران به نظر ساخت ناوچه‌های موشک‌انداز، قایق‌های تندرو و ناو محافظ‌های متوسط، برای حمل موشک‌های مدرن می‌باشد.
سه فروند از چهار ناو محافظ (به انگلیسی: Vosper Mark5) البرز، الوند و سبلان می‌باشند، که ۴۰ سال از خدمت آن‌ها می‌گذرد و به موشک‌های مدرن ضدکشتی و ضدهوایی نیز مجهز شده‌اند. یک فروند کشتی آموزشی (حمزه) در اصل یک کشتی تفریحی دولتی بوده است، که هم‌اکنون به موشک‌های مدرن مجهز می‌باشد و در بندر انزلی در دریای خزر پهلو گرفته است. در مرزهای جنوبی ایران انواع زیردریایی تهاجمی: سه فروند نوح یونس طارق کیلو کلاس (به انگلیسی: SSK Kilo) روسی و هفتاد فروند زیر دریایی سبک غدیر و یک فروند زیردریایی فاتح کلاس متوسط، حمایت می‌شوند.
هسته اصلی قوای تهاجمی ایران چندین قایق تندرو موشک‌انداز کوچک است؛ کلاس ذوالفقار و سراج، همچنین ۵ کشتی واکنش سریع؛ کت-۱۴ (به انگلیسی: Cat-۱۴) است که اخیراً طراحی و ساخته شده‌اند. باور بر این است که این کاتماران‌ها توانایی حرکت با سرعت ۵۰ نات (۹۳ کیلومتر در ساعت) را دارند که همه مجهز به آخرین مدل از موشک‌های ضد کشتی (موشک نور و قادر) هستند و بقیه ناوگان ایران شامل ۲۵۰ قایق گشتی ساحلی می‌باشد.
ایران با تولید اژدر حوت توان بازدارندگی خود را افزایش داد و با تولید موشک بالستیک رادار فعال خلیج فارس از سال ۲۰۱۱ توانایی انهدام اهداف فراتر از ۲۰۰ کیلومتری را دارا می‌باشد. موشک‌های کروز سطح به سطح، کروز زیرسطح به سطح، سطح به هوا، موشک‌های بالستیک ساحلی، رادارهای پیشرفته و سامانه‌های دفاعی ناوها می‌باشند.
از سال ۲۰۰۱ به بعد نیروی دریایی ایران با تعمیر اساسی تجهیزات خود و با تجهیز آن‌ها به موشک‌های بهینه‌سازی شده، توانایی مقابله با تهدیداتی با برد ۳۰۰ کیلومتر را دارا است و تمام خلیج فارس و دریای عمان را پوشش می‌دهد. ایران با راه‌اندازی خط تولید ناو محافظ‌های کلاس موج در بندرعباس و بندر انزلی در حال افزایش تعداد ناوهای خود با ناوهای جدید تولید داخل است. نیروی دریایی هم‌اکنون ناو محافظ جماران، سهند و دنا در خلیج فارس، دریای عمان و ناو دماوند و ناو دیلمان در دریای خزر و ناوچه بایندر را در اختیار دارد. در اواخر سال ۱۳۹۷ نیز زیردریایی نیمه‌سنگین فاتح به ناوگان زیر سطحی ملحق شد. این نیرو هم‌اکنون موفق به ساخت هواناو تندر شده است. ضمن اینکه بزرگ‌ترین ناو خاورمیانه به نام ناوبندر مکران با بیش از ۲۲۸ متر طول و با قابلیت حمل ۴ الی ۶ بالگرد، در خدمت این نیرو قرار دارد. ناو گروه‌های ایرانی در اقیانوس هند، خلیج عدن، کانال سوئز، دریای مدیترانه، تنگه مالاکا، دریای چین، دماغه کیپ تاون آفریقای جنوبی و اقیانوس اطلس دریانوردی کرده‌اند. همچنین نیروی دریایی ایران در تلاش است تا وارد منطقه غرب اقیانوس اطلس در خلیج مکزیک شود.

## ادوات

### شناورها
- نبردناو: ندارد
- رزم ناو: ندارد

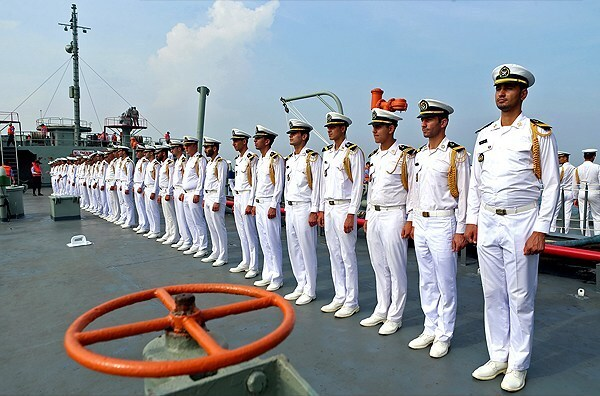
ناوگروه سی‌وسوم ارتش جمهوری اسلامی ایران

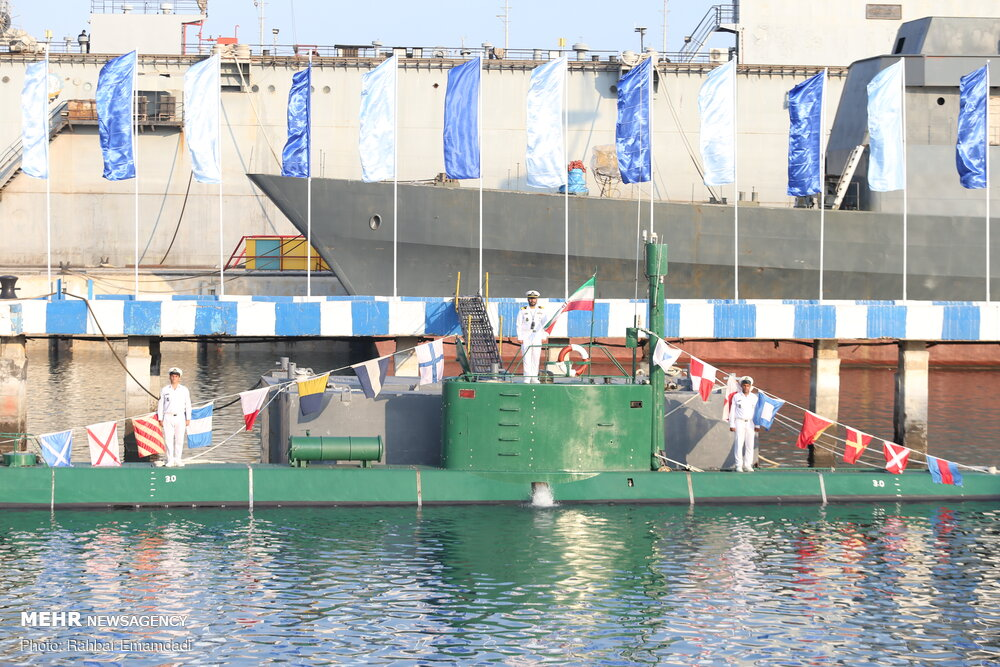
زیردریایی غدیر

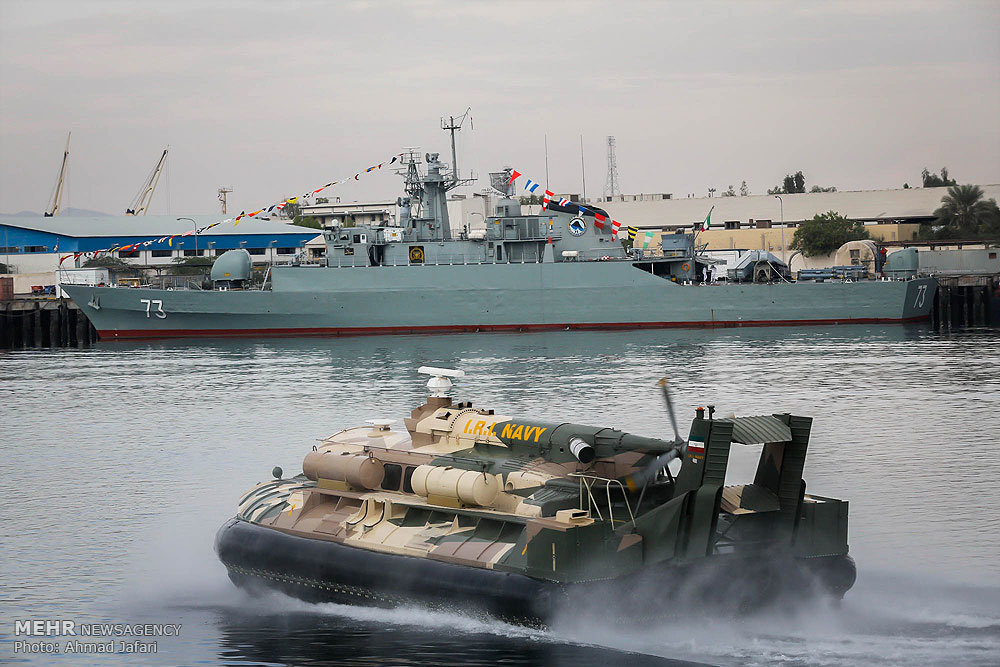
ناو سبلان با شماره بدنه ۷۳

- پشتیبانی و لجستیکی: ۱۷ فروند[۱۵] (شناورهای هنگام، تنب، لاوان، سیری و ۱۱ فروند ناو کلات، همچنین ناوهای بوشهر و بندر عباس)[۱۶][۱۷][۱۸][۱۹]
- ناوشکن: ندارد (۴ ناو کلاس کوروش در زمان پهلوی سفارش داده شد، که در پی وقوع انقلاب، تحویل داده نشد) ناو شکن خلیج فارس درحال ساخت است (یکی آموزشی_ رزمی و دیگری تمام رزمی)
- ناوچه: ۸ فروند ناو شامل؛ ۵ فروند ناوچه جماران، سهند، دنا و دیلمان و زاگرس همچنین ۳ فروند ناوچه البرز، الوند و سبلان
- ناو موشک‌انداز: ۲۰ فروند (۲ فروند ناو موشک‌انداز نقدی، ۱۲ فروند ناو موشک‌انداز کمان، ۵ فروند ناو موشک‌انداز سینا و ۱ فروند ناو موشک‌انداز کلاس حمزه)
- ناو بندر: مکران

### بالگردها
نیروی دریایی ارتش در مجموع مالک ۳۲ فروند بالگرد می‌باشد.
- بل ۲۱۲: ۱۱ فروند
- سیکورسکی سی‌اچ ۵۳: ۵ فروند
- سی-کینگ: ۱۶ فروند

### زیردریایی‌ها
- زیردریایی سبک (زیردریایی کلاس غدیر): ۲۱ فروند
- زیردریایی فوق‌سنگین (زیردریایی کلاس کیلو): ۳ فروند
- زیردریایی متوسط (زیردریایی کلاس فاتح): ۱ فروند
- زیردریایی کوچک (زیردریایی کلاس نهنگ): ۱ فروند[۶]

## جنگ ایران و عراق

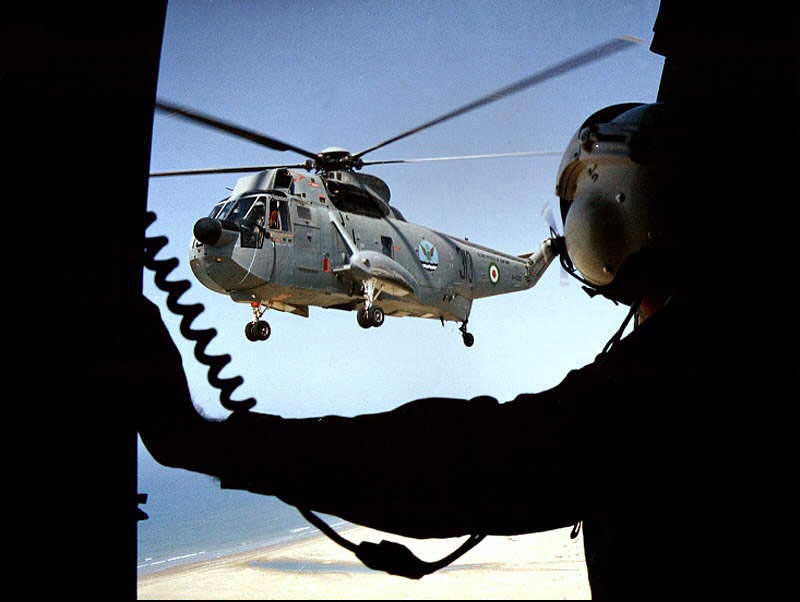
یک لودمستر نیروی دریایی ایران درون هلیکوپتر سی‌اچ-۳ در خلال جنگ ایران و عراق

در طول جنگ ایران و عراق، خسارات زیادی به ناوگان نیروی دریایی ایران وارد شد. این خسارات به مراتب بیشتر گردید زمانی که نیروی دریایی ایالات متحده برای اسکورت نفتکش‌های کویتی وارد خلیج فارس شد. این عملیات بین ۱۹۸۷–۱۹۸۸ ادامه یافت که به اختصار عملیات اراده جدی، (به انگلیسی: Operation Earnest Will) نام گرفت. در این عملیات کشتی تدارکاتی ایرانی؛ ایران ارج، توسط نیروهای آمریکایی توقیف و غرق شد، در ۱۴ آوریل ۱۹۸۸ یکی از مین‌های ایرانی چیزی نمانده بود که باعث غرق شدن رزمناو موشک انداز ساموئل بی رابرتز شود. ۴ روز بعد از آن نیروهای آمریکایی برای تلافی به دو سکوی نفتی ایرانی حمله کردند. در جریان این حمله که به عملیات آخوندک (به انگلیسی: Operation Praying Mantis) معروف شد، ناو سهند غرق شد و خسارات بسیار سنگینی به ناوگان نیروی دریایی ایران وارد گردید. از ناوچه‌های جدید نیروی دریایی ارتش می‌توان به ناوهای نیزه، تبرزین و سیرجان اشاره کرد.

## مقابله با دزدان دریایی
به دنبال مشکلات اقتصادی در کشور سومالی و عدم وجود دولت مرکزی در این کشور و گسترش تروریسم دریایی، نیروی دریایی ارتش از سال ۱۳۸۷ با اعزام بیش از ۱۵ ناوگروه به آب‌های آزاد خلیج عدن و دریای سرخ بیش از هزار و ۳۰ فروند کشتی تجاری و نفتکش را اسکورت کرده است. ناوگروه‌های این نیرو بارها با دزدان دریایی درگیر شده‌اند.

## پایگاه‌ها

### منطقه یک
پایگاه دریایی بندر عباس یا منطقه یکم، بزرگ‌ترین مرکز استقرار یگان‌های نیروی دریایی ارتش است و ستاد نیروی دریایی ارتش در تهران مستقر می‌باشد.

### منطقه دو
منطقه دوم به مرکزیت بندر جاسک، در استان هرمزگان می‌باشد، که یگان‌های فعال آن در بوشهر، عسلویه، جزیره خارک و خرمشهر مستقر می‌باشند.

### منطقه سه
منطقه سوم به مرکزیت کنارک، در استان سیستان و بلوچستان قرار دارد.

### منطقه چهار
منطقه چهار یا پایگاه دریایی انزلی، به مرکزیت بندرانزلی است، که ستاد ناو گروه نیروی دریایی ایران در منطقه خزر و کارخانه تولیدکننده زیردریایی‌ها، کارخانجات کشتی سازی شهدای هفتم آذر نداجا و همچنین فرماندهی آموزش تخصصهای دریایی رشت (مرکز آموزش درجه داران این نیرو) و دانشگاه علوم دریایی امام خمینی (مرکز آموزش افسران نیروی دریایی ارتش) در این منطقه قراردارد (هرچند این نهادها به دلیل اهمیت به‌طور متمرکز تحت امر فرماندهی کل نداجا قراردارد.

## هواپیمایی نداجا
هواپیمایی نداجا (هوادریای آجا) داری ۵۶ فروند بالگرد در قالب ۵ پایگاه است، که در کنار هر منطقه دریایی نداجا نیز یک پایگاه هوایی قرار دارد. همچنین حدود ۲۰ فروند برروی ناوهای بالگرد بر ایرانی مستقر هستند. یک پایگاه هوایی ۱۵ فروندی نیز در مجاورت ستاد بندرعباس مستقر می‌باشد.

## درجه‌های نظامی
|  |  |  |  |  |

| درجه‌های افسران نیروی دریایی ارتش جمهوری اسلامی ایران | درجه‌های افسران نیروی دریایی ارتش جمهوری اسلامی ایران | درجه‌های افسران نیروی دریایی ارتش جمهوری اسلامی ایران | درجه‌های افسران نیروی دریایی ارتش جمهوری اسلامی ایران | درجه‌های افسران نیروی دریایی ارتش جمهوری اسلامی ایران | درجه‌های افسران نیروی دریایی ارتش جمهوری اسلامی ایران | درجه‌های افسران نیروی دریایی ارتش جمهوری اسلامی ایران |
| ناخدا یکم                                            | ناخدا دوم                                            | ناخدا سوم                                            | ناوسروان                                             | ناوبان یکم                                           | ناوبان دوم                                           | ناوبان سوم                                           |
| ---------------------------------------------------- | ---------------------------------------------------- | ---------------------------------------------------- | ---------------------------------------------------- | ---------------------------------------------------- | ---------------------------------------------------- | ---------------------------------------------------- |
|                                                      |                                                      |                                                      |                                                      |                                                      |                                                      |                                                      |

|  |  |  |  |  |  |  |  |  |

|  |  |  |  |

## نشان‌های نیروی دریایی ارتش

- رزم سطحی
- رزم آبی خاکی
- نیروهای ویژه دریایی
- غواصی درجه ۱
- غواصی درجه ۲
- غواصی درجه ۳
- افسر زیردریایی
- مربی درجه سه هواناو
- فرماندهی هوادریا
- خلبانی هوادریا درجه ۱
- خلبانی هوادریا درجه ۲
- خلبانی هوادریا درجه ۳
- خلبانی هوادریا
- فرماندهی تکاوران دریایی
- تفنگداران دریایی
- دانشگاه علوم و فنون دریایی
- آموزشگاه نظامی نداجا
- دوره سرپرستی دریایی
- دوره عالی دریایی
- دوره مقدماتی دریایی

## دانشگاه

### ناوارتشتارستان
نخستین مرکز آموزش علوم و فنون نیروی دریایی در ایران، به دوره پادشاهی ساسانی بازمی‌گردد. در کتاب دینکرد آمده است؛ که در دوران ساسانی در بندر سیراف و بندر هرمز، نوعی دانشکده افسری به نام ناو ارتش تارستان، به آموزش و پرورش افسران نیروی دریایی ایران می‌پرداخت.

### دانشگاه علوم و فنون دریایی
دانشگاه علوم و فنون دریایی نوشهر، با نام کامل دانشگاه علوم و فنون دریایی امام خمینی، دانشگاه نظامی زیرمجموعه نیروی دریایی ارتش جمهوری اسلامی ایران است، که در سال ۱۳۶۰ تأسیس شد. این دانشگاه هم‌اکنون از ۶ دانشکده عرشه و فرماندهی کشتی، تفنگدار دریایی، مهندسی برق، مهندسی مکانیک، کمیسر دریایی و دانشکده علوم پایه، تشکیل می‌شود.

## روز نیروی دریایی
به مناسبت موفقیت نیروی دریایی ارتش ایران و نیز مقاومت ناوچه پیکان در برابر حمله دریایی و هوایی عراق در ۷ آذر ۱۳۵۹ (در عملیات مروارید) با تأیید رهبر وقت جمهوری اسلامی؛ سید روح‌الله خمینی این روز در تقویم ایران، به‌عنوان روز نیروی دریایی نامگذاری شده است.

## فرماندهان
- دریادار حجت‌الله صیفوری (۱۳۵۸)
- دریادار احمد مدنی (۱۳۵۸)
- دریادار محمود علوی (۱۳۵۸)
- دریادار طباطبایی (۱۳۵۸–۱۳۵۹)
- ناخدا یکم بهرام افضلی (۱۳۵۹–۱۳۶۲)
- ناخدا یکم اسفندیار حسینی (۱۳۶۲–۱۳۶۴)
- دریادار محمدحسین ملک‌زادگان (۱۳۶۴–۱۳۶۸)
- دریابان علی شمخانی (۱۳۶۸–۱۳۷۶)
- دریادار عباس محتاج (۱۳۷۶–۱۳۸۴)
- دریادار سجاد کوچکی (۱۳۸۴–۱۳۸۶)
- دریادار حبیب‌الله سیاری (۱۳۸۶–۱۳۹۶)
- دریادار حسین خانزادی[۲۸] (۱۳۹۶–۱۴۰۰)
- دریادار شهرام ایرانی(۱۴۰۰-)

## گردش دور دنیا
ناوگروه ۸۶ نیروی دریایی ارتش شامل ناوچه دنا و ناوبندر مکران برای نخستین بار دور کره زمین را در ۲۱۳ روز دریانوردی طی کرد. این مأموریت برای ناوگروه ۸۶ از مهرماه ۱۴۰۱ آغاز شد و از بندرعباس به سمت شرق حرکت کرده و از هند و اندونزی نیز در این مسیر دیدار کرد و عرض اقیانوس آرام را طی کرد.